# الكيمياء غير العضوية (دورية)
الكيمياء غير العضوية هي دورية علمية محكمة نصف شهرية تنشرها الجمعية الكيميائية الأمريكية منذ عام 1962. وهي تغطي الأبحاث في جميع مجالات الكيمياء غير العضوية. رئيس التحرير الحالي هو وِليَم تُولمَان (جامعة واشنطن).

## التَّلخيص والفَهرَسة
المَجَلة مُلَخَّصَة ومُفهرسة في:
- محرك البحث الأكاديمي
- خدمة المستخلصات الكيميائية
- مؤشر الاقتباس العلمي
- سكوبس
- مدلاين

وفقًا لتقارير الاستشهاد بالمجلات؛ فإن المجلة لها عامل التأثير 5.436 في 2021.